# Thomas H. Eliot

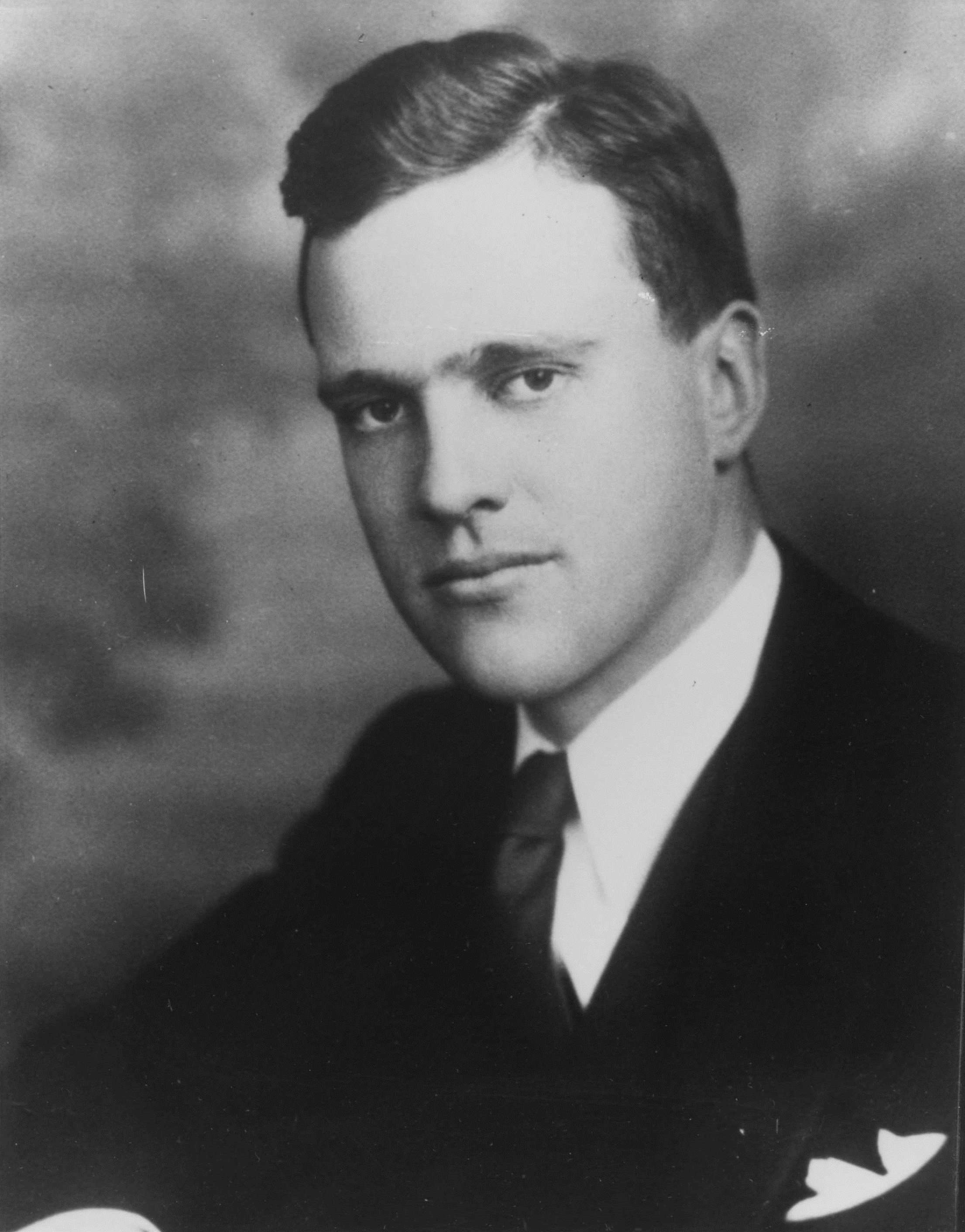
Thomas H. Eliot

Thomas Hopkins Eliot (* 14. Juni 1907 in Cambridge, Massachusetts; † 14. Oktober 1991 ebenda) war ein US-amerikanischer Politiker. Zwischen 1941 und 1943 vertrat er den Bundesstaat Massachusetts im US-Repräsentantenhaus.

## Werdegang
Thomas Eliot war ein Urenkel des Kongressabgeordneten Samuel Atkins Eliot (1798–1862). Er  besuchte die öffentlichen Schulen seiner Heimat und studierte danach bis 1928 an der Harvard University. In den Jahren 1928 und 1929 absolvierte er das Emmanuel College der University of Cambridge. Nach einem Jurastudium in Harvard und seiner 1933 erfolgten Zulassung als Rechtsanwalt begann er in Buffalo (New York) in diesem Beruf zu arbeiten. Von 1933 bis 1935 war er als Jurist für das Arbeitsministerium der Vereinigten Staaten tätig; zwischen 1935 und 1938 fungierte er als juristischer Berater des Sozialversicherungsausschusses. In den Jahren 1937 und 1938 hielt er auch Vorträge an der Harvard University. Danach war er bis 1940 Direktor der regionalen Außenstelle des Arbeitsministeriums für Lohn und Gehalt (Wage and Hour Division).
Politisch schloss sich Eliot der Demokratischen Partei an. Im Jahr 1938 kandidierte er noch erfolglos für den Kongress. Bei den Kongresswahlen des Jahres 1940 wurde er dann aber im neunten Wahlbezirk von Massachusetts in das US-Repräsentantenhaus in Washington, D.C. gewählt, wo er am 3. Januar 1941 die Nachfolge von Robert Luce antrat. Da er im Jahr 1942 nicht mehr zur Wiederwahl nominiert wurde, konnte er bis zum 3. Januar 1943 nur eine Legislaturperiode im Kongress absolvieren. In diese Zeit fielen der japanische Angriff auf Pearl Harbor und der Eintritt der Vereinigten Staaten in den Zweiten Weltkrieg.
Im Jahr 1943 war Eliot Berater des amerikanischen Botschafters in London. Außerdem war er dort Abteilungsdirektor der britischen Division des Office of War Information. 1944 bewarb sich Eliot erfolglos um seine Nominierung für die Kongresswahlen. Bis 1945 arbeitete er für das National War Labor Board und das Office of Strategic Services. Zwischen 1945 und 1950 war er Rechtsanwalt in Boston. In den folgenden Jahren war er auch als Universitätsprofessor für politische Wissenschaften und Verfassungsrecht an verschiedenen Hochschulen tätig. 1952 wurde er in die American Academy of Arts and Sciences gewählt. Von 1961 bis 1962 war er Dekan des College of Liberal Arts an der Washington University in St. Louis. Dort war er danach bis 1972 Universitätskanzler. Zwischen 1963 und 1967 fungierte er als stellvertretender Vorsitzender der Kommission für zwischenstaatliche Regierungsbeziehungen. Von 1971 bis 1977 war er Präsident des Salzburg Seminars für amerikanische Studien. Danach war er bis 1985 Lehrer an verschiedenen Schulen in Massachusetts. Thomas Eliot starb am 14. Oktober 1991 in Cambridge.